# Kirchhellen

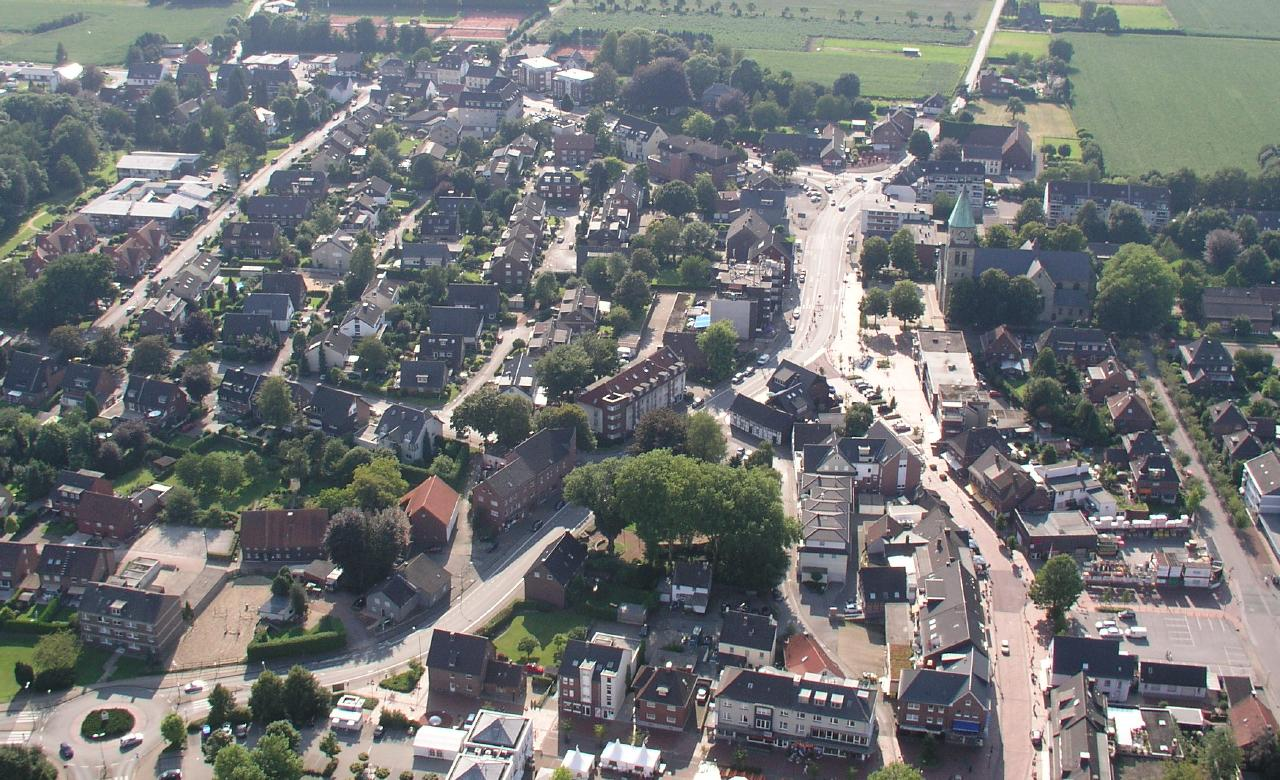
Blick auf Kirchhellen und die Kirche St. Johannes der Täufer (August 2009)

Kirchhellen ist ein Stadtbezirk Bottrops im nördlichen Ruhrgebiet an der Grenze zum Münsterland, mit eigener Bezirksverwaltungsstelle und Bezirksvertretung. Kirchhellen war von 1934 bis 1976 eine selbstständige Gemeinde im Kreis Recklinghausen. Im Zuge der kommunalen Neugliederung im Ruhrgebiet wurde Kirchhellen am 1. Juli 1976 mit der kreisfreien Stadt Bottrop zusammengeschlossen (Glabotki).
Der Ortsname leitet sich von Kirche auf dem Hügel (Helle) ab und bezieht sich auf den historischen, auf einer Anhöhe im Dorf gelegenen Platz der alten Dorfkirche, die im Jahr 1917 durch einen Brand zerstört wurde. Das heutige Dorfbild wird geprägt von der 1925 eingeweihten, an der Hauptstraße gelegenen St.-Johannes-Kirche.
In Kirchhellen-Feldhausen befindet sich der Freizeitpark Movie Park Germany (ehemals Warner Bros. Movie World).

## Geographie

### Lage
Kirchhellen, welches den kompletten Norden des Bottroper Stadtgebiets einnimmt, ist die flächenmäßig etwas größere „Hälfte“ Bottrops und bildet mit seinen vielen Grün- und Waldflächen – vor allem der Kirchheller Heide – die „grüne Lunge“ der Stadt.

Stadtteile von Bottrop mit den Kirchheller Ortsteilen (im Sinne von „Teil-Gemarkung“) im Norden – die Gliederung in statistische Bezirke (s. u.) weicht hiervon leicht ab

Es grenzt im Westen an die kreisfreie Stadt Oberhausen, Dinslaken und Hünxe (beide Kreis Wesel), im Norden an Schermbeck (Kreis Wesel) und Dorsten (Kreis Recklinghausen), im Osten an Gladbeck (Kreis Recklinghausen) und im Süden mit seinem Ortsteil Grafenwald an das Alt-Bottroper Stadtgebiet.

### Gliederung
Kirchhellen umfasst die folgenden Ortsteile (Flächenangaben in Klammern):
- Kirchhellen-Mitte (3,53 km²)
- Grafenwald (13,95 km²)
- Holthausen (11,74 km²)
- Hardinghausen (9,68 km²)
- Ekel (5,49 km²)
- Feldhausen (5,64 km²)
- Overhagen (8,43 km²)

Alle Ortsteile bis auf Grafenwald, das auf altem Holthäuser Gebiet liegt, entsprechen jahrhundertealten Bauerschaften.
Die Grenzen der „Stadtteile“ nach dieser Definition – fortan hier als „Teil-Gemarkung“ bezeichnet – entsprechen nur stellenweise im Gelände erkennbaren Begrenzungen. Da überdies das Gebiet des Kernorts in seiner Bebauung fließend in die benachbarten Ortsteile übergeht und die Ortsteile Holthausen, Hardinghausen, Ekel und Overhagen nur dünn und zerstreut besiedelt sind, wurde in der Gliederung in statistische Bezirke etwas von der historischen Grenzziehung abgewichen und die einwohnerschwächeren Ortsteile zusammengefasst – siehe auch Abschnitt hierzu in der Bottroper Ortsteilliste.

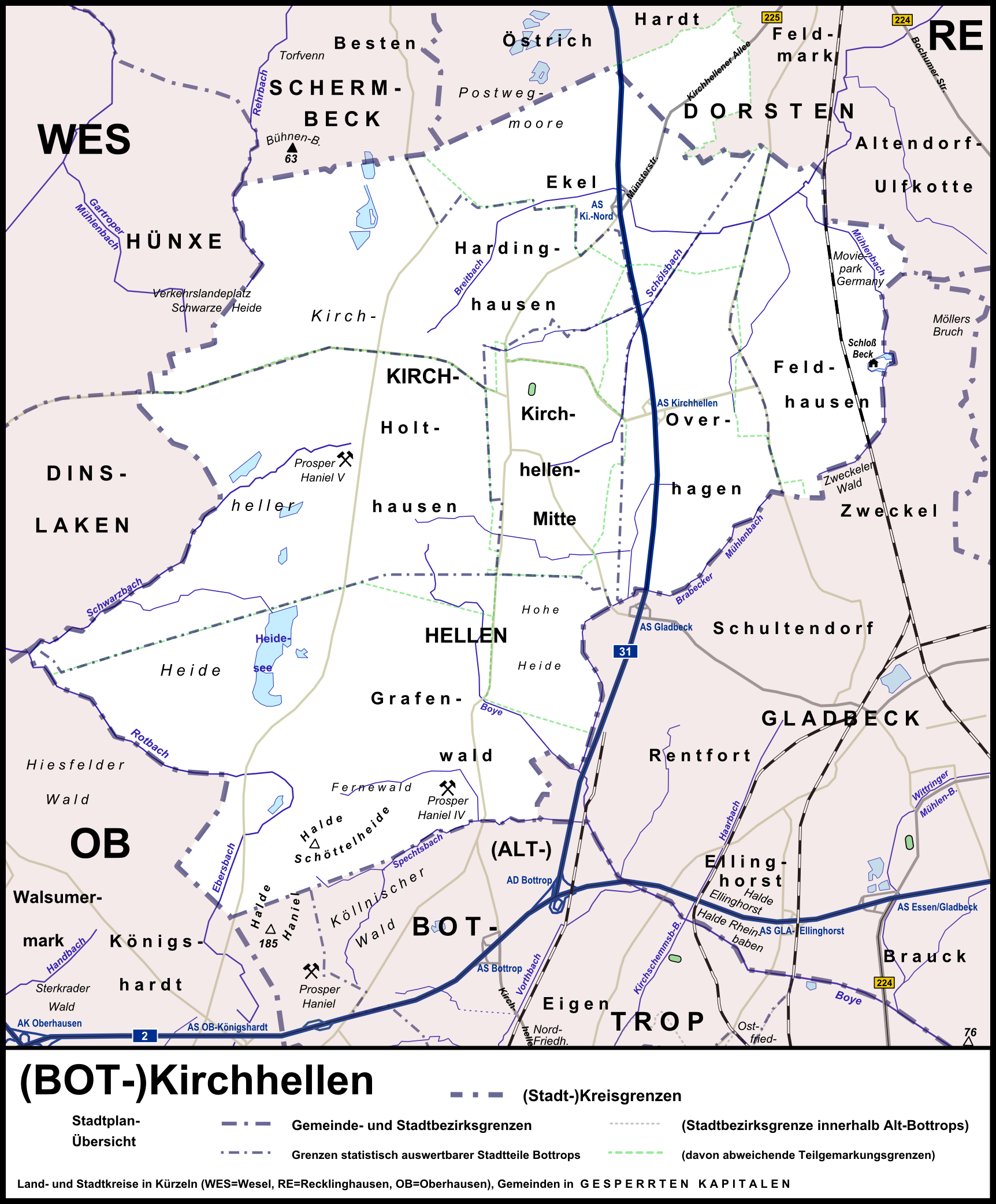
Detailkarte Kirchhellens mit Grenzen der Ortsteile (Detailkarte Gesamt-Bottrops)

Ordnet man die Gliederung in statistische Bezirke der Ortsteilgliederung über, so erhält man die folgende Gliederung (vgl. nebenstehende Karte), die insbesondere in Zahlen einfacher und je aktuell auswertbar ist (in Klammern Flächen sowie Einwohnerzahlen vom 31. Dezember 2017):
- 7 Stadtbezirk Bottrop-Kirchhellen (58,46 km²; 20.607 EW)
  - 71 → Kirchhellen-Mitte (10.913; 4,73 km²)[5]
  - 72 → Kirchhellen-Süd/Grafenwald (16,59 km²; 5.707 EW)[6]
  - 73 → Kirchhellen-Nord-West (25,47 km²; 1.479 EW)
  - 74 → Kirchhellen-Nord-Ost (11,67 km²; 2.508 EW)

#### Kirchhellen-Mitte
Der statistische Bezirk Kirchhellen-Mitte umfasst in etwa das zusammenhängende, kleinstädtisch anmutende, dichtere Siedlungsgebiet um den alten Kernort nebst sich im Nordosten anschließender Industriegebiete. Nach Norden wird er in der Hauptsache durch den Bräukebach von Hardinghausen bzw. vom Bezirk Nord-West abgegrenzt (genauer: An der Linde / Münsterstraße / In der Miere / Schulstraße / Pelsstraße / Bräukebach), bis der Bach im Nordosten die Bundesautobahn A 31 unterquert; von hier ab ist für einen 200 m kurzen Abschnitt nach Südsüdosten der Westrand der Autobahn Ostgrenze. Den Großteil der Ostgrenze zu Overhagen bzw. zum Bezirk Nord-Ost bilden über 3,4 km die Hochspannungsleitungen entlang der ehemaligen Eisenbahntrasse unmittelbar östlich der Kernbesiedelung, die in der Nordhälfte dem Schölsbach folgen.
Im Südosten folgt die Bezirksgrenze zu Süd/Grafenwald für 200 m dem südlichsten Abschnitt der Rentforter Straße und schließlich dem zunächst nordwestgerichteten Brabecker Weg, der nach etwa 300 m an der Kreuzung mit dem Hoheheideweg Ost-West-Richtung annimmt und ab dort auch gleichzeitig auf 1 km die Südgrenze der „Teil-Gemarkung“ bildet.
Westgrenze des statistischen Bezirks zu Holthausen bzw. zum Bezirk Nord-West ist im Süden für 900 m die Bottroper Straße und ab der querenden Straße Wiesental für 1,9 km der Blaufärberweg, bis dieser im Nordwesten (Kreuzung mit An der Linde) den Ursprung des Bräukebachs trifft.
Kirchhellen-Mitte wird durch die in West-Ost-Richtung verlaufende Hackfurthstraße in zwei Baublockgruppen geteilt (in Klammern Flächen und Einwohnerzahlen zum 31. Dezember 2017):
- 711 Kirchhellen-Mitte-Nord[8] (1,80 km²; 7415 EW)
- 712 Kirchhellen-Mitte-Süd[9] (2,93 km²; 3498 EW)

#### Grafenwald
Der statistische Bezirk (Kirchhellen-Süd-)Grafenwald wird im mittleren Norden auf rund 2 km durch die Lehmschlenke, im westlichen Norden auf gut 3,5 km durch den Elsweg von Holthausen bzw. vom Bezirk Nord-West getrennt. Im äußersten Nordwesten gehört auch ein sehr kleines, durch den Bohrlochweg abgegrenztes Stück jenseits des Elswegs zum Bezirk, sodass Nord-West keine Grenze zu Oberhausen hat.
Die Südgrenze zu Alt-Bottrop verläuft im Osten entlang dem Spechtsbach, während sie im Westen linienhaft nach Westsüdwesten weitergeht. Während die Halde Schöttelheide noch ganz in Grafenwald liegt, wird die Halde Haniel durch die Stadtbezirksgrenze geteilt; der größere Teil liegt in Alt-Bottrop, jedoch der Norden in Grafenwald und damit in Kirchhellen.
Kirchhellen-Süd/Grafenwald gliedert sich in insgesamt sechs Baublockgruppen (in Klammern Flächen und Einwohnerzahlen zum 31. Dezember 2017):
- 721 (4,27 km²; 9 EW) Grafenwald-West[11] (Kirchheller Heide nebst Heidesee)
- 722 (2,31 km²; 531 EW) Grafenwald-Nord/Sensenfeld/Kleingärten[12]
- 723 (1,41 km²; 195 EW) Hohe Heide (Nordosten, Overhagener „Teil-Gemarkung“)
- 724 (3,43 km²; 287 EW) Grafenmühle/Halde Schöttelheide
- 725 (3,21 km²; 3682 EW) Grafenwald-Mitte/Bergwerk Prosper-Haniel IV[13]
- 726 (1,96 km²; 1003 EW) Grafenwald-Südost[14] (Hegestraße)

Die entlang wichtiger Straßen geschnittenen Baublockgruppen als solche haben keine tiefere Bedeutung und ihre Grenzen verlaufen auch teilweise durch Siedlungen. Allerdings trennt der Alte Postweg in seinem gesamten Verlauf nach Norden über Holthausen und Hardinghausen die fast unbewohnten Gebiete der Kirchheller Heide im Westen von den bewohnten Ortsteilen im Osten. Die Bottroper Straße wiederum, die Hohe Heide und den Südostteil von den zentralen drei Baublockgruppen trennt, bildet weiter nördlich die Grenze zwischen Kirchhellen-Mitte und Holthausen.

#### Holthausen, Hardinghausen und Ekel
Den Süden des statistischen Bezirks Kirchhellen-Nord-West nimmt Holthausen ein mit der Dinslakener Straße im Norden als scharfer Grenze zum sich nördlich anschließenden Hardinghausen.
Eher unsichtbar bleibt demgegenüber weiter nordöstlich die Grenze Hardinghausens zum sich nordöstlich anschließenden Ekel, die zwar Wegen und Straßen folgt, dieses jedoch in regem rechtwinkeligem Richtungswechsel (Gahlener Straße / Alter Postweg / nördlich paralleler Weg zur Gahlener Straße / Räuwenkamp / Horstkamp / Nordhellenstraße / Münsterstraße / Mühlenpatt). Unmittelbar südlich der Unterquerung durch den Mühlenpatt bis zur die Grenze zum Bezirk Kirchhellen-Mitte bildenden Unterquerung durch den Bräukebach reicht das Hardinghäuser Gebiet (im Sinne eines statistischen Teil-Bezirks) knapp 1 km lang bis an den Westrand der A 31.
Östlich jenseits der Autobahn bilden etwa 2,4 km lang die nordöstlich verlaufenden Starkstromleitungen entlang der ehemaligen Eisenbahntrasse, die im südlicheren Teil dem Schölsbach folgen, die Grenze des Bezirks zu Nord-West bzw. die Grenze Ekels zu Overhagen.
Kirchhellen-Nord-West gliedert sich in insgesamt sechs Baublockgruppen, von denen zwei mehr oder weniger den Stadtteil Holthausen bilden, zwei in Hardinghausen liegen und zwei sowohl Teile von Ekel als auch solche von Hardinghausen enthalten (in Klammern Flächen und Einwohnerzahlen zum 31. Dezember 2017):
- 731 (4,45 km²; 213 EW) Nothellen / Im Loh
- 732 (4,81 km²; 70 EW) Hardinghausen-West (Kirchheller Heide, Flugplatz Dinslaken/Schwarze Heide)
- 733 (2,21 km²; 256 EW) Alt-Hardinghausen
- 734 (2,71 km²; 305 EW) Ekel-/Hardinghausen-Ost
- 735 (7,16 km²; 50 EW) Holthausen-West (Kirchheller Heide, Bergwerk Prosper-Haniel V)
- 736 (4,13 km²; 585 EW) Holthausen(-Ost)[16]

Der östliche Baublock 734 wird durch die Münsterstraße von den beiden zentralen Ortsteilen Ekels und Hardinghausens (731 und 733) getrennt; diese werden wiederum durch die Gahlener Straße voneinander separiert. Von der Gahlener Straße nach Süden geht der Alte Postweg ab, der die westlichen Teile (Kirchheller Heide, 732 und 735) von den Kern-Siedlungsgebieten Hardinghausens und Holthausens (736) trennt. Der Alte Postweg ist auch weiter südlich, in Grafenwald, Trennstraße. Nordöstlich der Gahlener Straße wird er zu einer Nebenstraße, die an der „Teil-Gemarkungs“-Grenze zu Ekel in einen Waldweg übergeht.

#### Feldhausen und Overhagen
Der statistische Bezirk Kirchhellen-Nord-Ost besteht flächenmäßig nur zu knapp der (östlichen) Hälfte aus dem dörflichen Feldhausen, in dem jedoch fast 70 % der Einwohner des Bezirks leben. Die Grenze zum bäuerlichen Overhagen bildet die Dorstener Straße, die auch weitgehend der „Teil-Gemarkungs“-Grenze entspricht.
Kirchhellen-Nord-Ost gliedert sich in insgesamt fünf Baublockgruppen, von denen drei mehr oder weniger den Stadtteil Feldhausen bilden und zwei Overhagen (in Klammern Flächen und Einwohnerzahlen zum 31. Dezember 2017):
- 741 (2,67 km²; 161 EW) Overhagen-Nord[18]
- 742 (2,55 km²; 127 EW) Feldhausen-Nord[19]
- 743 (1,39 km²; 31 EW) Feldhausen-Ost (Movie Park, Schloss Beck)
- 744 (3,53 km²; 608 EW) Overhagen-Süd[20]
- 745 (1,53 km²; 1579 EW) Feldhausen-Süd[21] (Kernort, Wald und Schanzenhof)

Die beiden Stadtteile des statistischen Bezirks Kirchhellen-Nord-Ost werden zentral in West-Ost-Richtung durch die Feldhausener Straße je in einen Nord- und einen Südteil geteilt. Ganz im Osten Feldhausens trennt die Eisenbahn Trasse außerdem einen Ostteil ab mit dem Movie Park Germany im Norden und Schloss Beck im Süden.

### Zahlen
Kirchhellen erstreckt sich über ein Gebiet von 58,46 km² und hat eine Grenzlänge von 43 km. Hier leben nach der Bottroper Einwohnerstatistik vom 31. Dezember 2023 aktuell 21 076 Personen (10.206 männlich und  10.870 weiblich), davon  11.264 in Kirchhellen-Mitte und 5.739 in Grafenwald. In Feldhausen leben 2.597 Menschen, weitere 1.476 in den vier ländlichen Ortsteilen.
Während in Alt-Bottrop (96.238 Einwohner auf 42,2 km²) im Schnitt gut 2.280 Einwohner pro km² leben, maximal (statistischer Bezirk Altstadt: 5.468 Einwohner auf 0,66 km²) sogar über 8.250, reicht die Zahl im Stadtbezirk Kirchhellen vom in Kirchhellen-Mitte (10.913; 4,73 km²) erreichten Alt-Bottroper Durchschnittswert bis herunter auf 58 in den ländlichen Gebieten (Kirchhellen-Nord-West: 1.489; 25,47 km²). Durchschnittlich wohnen im Stadtbezirk Kirchhellen 352 Einwohner pro Quadratkilometer, was auch in etwa dem Wert für Kirchhellen-Süd/Grafenwald entspricht.
Insgesamt stellt Kirchhellen etwa 18 % der Bottroper Gesamtbevölkerung (116.845) und etwa 58 % der gesamten Fläche Bottrops (100,62 km²).

## Geschichte
Erste menschliche Besiedlungsspuren finden sich in Kirchhellen für die Zeit des Frühmittelalters. Durch die industrielle Sandgewinnung und Zerstörung alter Schichten sind archäologische Funde eher selten. Der zonenweise, neben Lehmformationen auch lockere Sandboden erleichterte den Bauern die Feldbestellung. Der Sand wurde durch Seitenarme des Rheins, die sich kurz nach der letzten Eiszeit bis nach Kirchhellen erstreckten, in dieses Gebiet getragen.

### Mittelalter
„Hillen“ zählt zu den ältesten Kirchengründungen südlich der Lippe in dem Raum, der später in den Urkunden als Vest Recklinghausen bezeichnet wurde. Erzbischof Pilgrim von Köln (1021–1036) stiftete die Pfarrkirche (später bezeugt als Sanctus Johannes Baptista) 1032 der Abtei Deutz, die den Census bereits vorher besaß. 1147 bestätigte Papst Eugen III. diese Schenkung. Ein neuer romanischer Kirchbau entstand um 1250, offenbar nach vollständigem oder teilweisem Abriss der Vorgängerkirche. Dazu fehlen alle Schriftquellen.
Der Küster der Abtei Deutz Theodericus Aedituus erwähnte um 1160 erstmals den Ort „Hillen“. Womöglich gehörte Kirchhellen bereits zur Klostergründung der Abtei Deutz im Jahr 1002. Es könnte ohne tatsächlichen Nachweis darüber vermutet werden, dass es in Kirchhellen im 10. Jahrhundert (zur Ottonenzeit) einen Kirchbau gegeben hat. Der Kirchenbesitz blieb der Abtei Deutz bis 1767.
Regenwidis von Hillen, die Äbtissin des Klosters Dussere (Duissern), gründete um 1226 (spätestens 1240) auf ihrem Allodialbesitz in Deffte (südlich von Holthausen, heute Grafenwald) ein Zisterzienserinnenkloster als Filialkloster des Klosters Duissern. Dafür erhielt sie 1240 vom Kölner Erzbischof Konrad von Hochstaden einen Schutzbrief. Das Gut Deffte übertrug ihr Konrad von Recklinghausen, seines Zeichens Richter im Vest Recklinghausen und ein Bruder der Äbtissin. Zwischen 1255 und 1264 wurde das Kloster ins angrenzende Sterkrade verlegt, da es dort 1264 erstmals als Kloster Sterkrade erwähnt wird.
Zu dieser Zeit besaß die Kölner Kirche einen Oberhof in Kirchhellen. Der erzstiftische Oberhof wurde zum Ende des 13. Jahrhunderts mit 38 Unterhöfen dem Oberhof Recklinghausen angegliedert und verblieb dort. Die Lehnsinhaber waren die Freiherren von Hillen zu Kirchhellen († 24. Februar 1306 Conrad de Hillen, Sohn Heinrichs de Hillen ff.). Das Geschlecht „von Hillen“ tritt in einer Urkunde erstmals 1240 zu Tage. Die Familie wohnte auf der Burg Kirchhellen, die 1585 abbrannte. Selbst wenn man heute keine Spuren mehr davon findet, kann man ihren Standort noch ausmachen: auf dem Gelände zwischen der heutigen Burgstraße und dem Wellbraucksweg gegenüber der Kaplan-Xanten-Straße. Wahrscheinlich war es auch diese Familie, die schon im 9. Jahrhundert die erste Kirche in „Hellen“ baute.
Bereits aus dem 11./12. Jahrhundert stammt die Nachricht, dass auch das Münsteraner Marienkloster Überwasser Einkünfte aus einem Kirchhellener Besitz hatte („in Kirchelle mansus super Rode“). Werner von Havixbeck besaß in Kirchhellen im 12. Jahrhundert eine Manse (bäuerlicher Hof) als Lehen des Klosters. 1489 wird in Dorsten, „harsch an der Grenze zu Kirchhellen“ ein Siechenhaus in alten Urkunden erwähnt.
1372 bestätigte Kaiser Karl IV. Reiner und Adolf von Westerholt die Vestische Reichsvogtei, worin auch ein Hof in Kirchhellen gewesen sein soll.

### Frühe Neuzeit
Kirchhellen war ein Kirchspiel im Vest Recklinghausen und wurde spätestens ab 1600 als Teil des westlichen Untervestes von der Stadt Dorsten aus verwaltet. Das Vest gehörte zum Kurfürstentum Köln. 1723 wurde in Kirchhellen eine Wagenpost eingerichtet, welche, von Sterkrade kommend, durch die Kirchheller Heide (Alter Postweg) und Kirchhellen weiter nach Dorsten führte.

### 19. Jahrhundert
Im Jahr 1803 kam das Vest Recklinghausen und damit auch das Kirchspiel Kirchhellen in den Besitz des Herzogs zu Arenberg. 1811 wurde das Vest unter napoleonischer Herrschaft dem Großherzogtum Berg zugeschlagen, in dem Kirchhellen eine eigene Mairie bildete; erster Maire (Bürgermeister) war der Freiherr von der Wenge auf Haus Beck.
Nach der Niederlage Napoleons gegen Preußen und der damit verbundenen Neuordnung kam das Vest Recklinghausen zum Königreich Preußen in dessen Provinz Westfalen, Regierungsbezirk Münster. Die Ordnungsstrukturen der Franzosen wurden übernommen und „verdeutscht“. Kirchhellen wurde eine Bürgermeisterei und ging im Jahr 1816 in dem neu entstandenen Kreis Recklinghausen auf. 1815 hatte Kirchhellen 3459 Einwohner, während das Nachbardorf Bottrop lediglich 2535 Einwohner hatte. Bürgermeister war Wilhelm Tourneau, der ab 1821 auch der angrenzenden Bürgermeisterei Bottrop/Osterfeld vorstand. Am 1. Januar 1821 erfolgte die Wiedervereinigung Kirchhellens mit der Bauerschaft Ekel, die unter napoleonischer Herrschaft nach Dorsten gekommen war. 1824 erfolgte der Neubau der Dorfschule auf dem heutigen „Alten Marktplatz“.
Im Jahre 1832 wurde Kirchhellen zusammen mit Bottrop und Osterfeld zu einer großen Bürgermeisterei vereinigt. Aus dieser gingen 1844 auf der Grundlage der preußischen Landgemeindeordnung für die Provinz Westfalen von 1841 die Ämter Bottrop und Kirchhellen hervor, die zunächst in Personalunion verwaltet wurden. Erster gemeinsamer Amtmann war der bisherige Bürgermeister Wilhelm Tourneau. 1840/41 wurden im Dorf die ersten Bohrversuche nach Kohle unternommen, allerdings ohne Erfolg.
Seit 1858 bildete Kirchhellen als Landgemeinde im Kreis Recklinghausen endgültig ein eigenes Amt. Im Jahr 1886 wurde nach immer dringenderen Forderungen des Landrates die Freiwillige Feuerwehr Kirchhellen gegründet.

### 20. Jahrhundert
Im Jahr 1917 wurde die alte Dorfkirche durch einen Brand vollständig zerstört. Sie diente nach notdürftiger Herrichtung noch eine Zeit lang als Notkirche, während man einen Kirchenneubau plante. Die neue, im Jahre 1925 eingeweihte St.-Johannes-Kirche wurde einige hundert Meter vom alten Kirchplatz entfernt ebenfalls im Dorfkern errichtet. Die am früheren Kirchenstandort entlangführende Straße ist entsprechend benannt („Am alten Kirchplatz“), auf dem Platz selbst steht heute ein Ehrenmal.
Als Reaktion auf den Kapp-Putsch rückten Truppen der Roten Ruhrarmee, die am 20. März 1920 in Bottrop eintroffen war, auch in Kirchhellen ein. Anders als in der Arbeiterstadt Bottrop waren sie den Bürgern von Kirchhellen keineswegs willkommen. Die Rote Ruhrarmee setzte einen sozialistischen Vollzugsrat ein. Doch schon am 3. April musste sie sich angesichts der von der Reichsregierung in Marsch gesetzten Marine-Brigade Ehrhardt aus Kirchhellen zurückziehen.
Das Amt Kirchhellen wurde 1934 aufgehoben. Kirchhellen war seitdem bis zum 1. Januar 1975 eine amtsfreie Gemeinde im Kreis Recklinghausen.
Vor Beginn des Zweiten Weltkriegs wurde in Kirchhellen auf Weisung des Luftgaukommandos VI (Münster) ein Feldflugplatz der Luftwaffe angelegt (heute Flugplatz Dinslaken/Schwarze Heide). Im Raum Kirchhellen lagen ab 1939 bis zu zehn leichte und schwere Flakbatterien mit Geschützen vom Kaliber 2 cm bis 12,8 cm mit zeitweise bis zu etwa 800 Soldaten der Luftwaffe, dabei Luftwaffenhelfer und Luftwaffenhelferinnen. Sie gehörten zum Flakregiment 46 (3. Luftwaffendivision), das den Nordrand des Ruhrgebietes schützte. Es sollen dort u. a. die Nachtschlachtgruppe NSGr. 2, das Zerstörergeschwader 1 (1./ZG 1), Kampfgeschwader 4 (2./KG 4) und das Jagdgeschwader 26 (2./JG 26) sowie eine Luftnachrichtenstelle (219/XI) der Luftwaffe stationiert gewesen sein. Vom 26. bis 28. März 1945 kämpften Teile der 35. US. Infanteriedivision (120. US Infanterieregiment) und der 8. US-Panzerdivision (58. US Panzerbataillon) im Gemeindegebiet Kirchhellen mit dem deutschen Panzerregiment 16 und dem Panzergrenadierregiment 60 (116. Panzerdivision „Windhund“). Die Gesamtoperationen südlich der Lippe führte in diesen Tagen der General der Panzertruppe Heinrich Freiherr von Lüttwitz mit dem Stab des XXXXVII. Panzerkorps, das seinen Befehlsstand im Gebäude des späteren Klosters in Kirchhellen aufgeschlagen hatte.
Ab 1941 beschädigten Bombenangriffe den alten Ortskern stark; der Großteil des historischen Dorfes wurde am 1. Mai 1943 von einer Luftmine zerstört. Die Kirche in Feldhausen wurde am 13. März 1945 kurz vor Einmarsch der Amerikaner am 29. März durch eine Fliegerbombe schwer beschädigt.

### Kommunale Neugliederung in den 1970er Jahren
Im Rahmen der kommunalen Neugliederung Nordrhein-Westfalens wurde Kirchhellen durch das Ruhrgebiet-Gesetz vom 9. Juli 1974 (GV. NW. 1974 S. 256) mit Wirkung vom 1. Januar 1975 zusammen mit der bis dahin kreisfreien Stadt Gladbeck in die kreisfreie Stadt Bottrop eingemeindet. Umgangssprachlich wurde dieses Gebilde „Glabotki“ genannt.
Die Stadt Gladbeck klagte gegen diesen Zusammenschluss und erreichte eine Korrektur der Gebietsreform. Mit Urteil des Verfassungsgerichtshofs für das Land Nordrhein-Westfalen vom 6. Dezember 1975, Az. 13/74 wurde der durch das Ruhrgebiet-Gesetz angeordnete Zusammenschluss der Städte Bottrop und Gladbeck sowie der Gemeinde Kirchhellen für nichtig erklärt. Das sogenannte Nikolausurteil besagte, dass Bürgernähe und höhere Verwaltungseffizienz durch den Zusammenschluss nicht gegeben waren. Genau dies aber war die Begründung für die gesetzliche Neugliederung der Orte gewesen.
Kirchhellen und Gladbeck erlangten durch die vom Gericht festgestellte Nichtigkeit des Zusammenschlusses am 6. Dezember 1975 zunächst ihre Selbstständigkeit zurück.
Durch das nachfolgende Gesetz zur Änderung des Ruhrgebiet-Gesetzes vom 1. Juni 1976 (GV. NW. 1976 S. 221) wurde Gladbeck mit Wirkung vom 1. Juli 1976 als kreisangehörige Stadt dem Kreis Recklinghausen angegliedert und Kirchhellen zum gleichen Datum endgültig mit Bottrop zusammengeschlossen, nachdem die Gemeinde Kirchhellen und die Stadt Bottrop am 14. Mai 1976 einen durch das vorgenannte Änderungsgesetz bestätigten Gebietsänderungsvertrag geschlossen hatten. Die Aufgabe der Eigenständigkeit erfolgte damals gegen den teils erheblichen Widerstand der Kirchhellener Bevölkerung. Man kam aber letztlich durch den Zusammenschluss mit Bottrop den vom Gesetzgeber nach dem Urteil zwischenzeitlich ersonnenen Neugliederungsplänen zur Zerschlagung Kirchhellens und Eingliederung der jeweiligen Gemeindeteile zum einen in die Stadt Gelsenkirchen (zusammen mit Gladbeck) und zum anderen nach Essen (hier zusammen mit Bottrop) zuvor und bewahrte so die traditionellen Kirchhellener Strukturen.
Kirchhellen bildet seither neben Alt-Bottrop (Bezirke Bottrop-Mitte und -Süd) die kreisfreie Stadt Bottrop in ihrer heutigen Form und Ausdehnung.
Die am 1. Januar 1975 an die Stadt Dorsten abgetretenen Gebietsteile der Bauerschaft Ekel wurden mit Wirkung vom 1. Juli 1976 endgültig an Dorsten abgetreten. In diesem Gebiet lebten damals etwa 450 Einwohner.
Aufgrund der Sparvorgaben des Haushaltssanierungsplanes wurde das Standesamt Kirchhellen Ende 2014 geschlossen. Von dieser Schließung war neben dem Standesamt auch die Rentenstelle in der Bezirksverwaltungsstelle Kirchhellen betroffen.

### Bevölkerungsentwicklung ab dem 19. Jahrhundert
Die Industrialisierung des Ruhrgebietes im 19. Jahrhundert brachte im Allgemeinen ein starkes Bevölkerungswachstum mit sich. Während in den südlich von Kirchhellen liegenden Ortschaften durch die Kohle und Stahlindustrie die Bevölkerung sprunghaft anstieg, war dies in Kirchhellen nicht der Fall. Hatte Kirchhellen im Jahre 1809 2130 Einwohner, so waren es 1885 rund 3400. Gelsenkirchen hatte zu diesem Zeitpunkt schon über 20.000 und Bochum über 40.000 Einwohner. Der Grund lag in den zur damaligen Zeit noch nicht verfügbaren technischen Mitteln für den Abbau der tiefer gelegenen Kohlevorräte unter Kirchhellen und nördlicheren Gebieten, sodass hier eine Industrieansiedlung ausblieb und die Bevölkerung nicht so stark anstieg wie in anderen Teilen des Ruhrgebiets.
Nach dem Ende des Zweiten Weltkriegs setzte mit dem starken Bevölkerungszuwachs die Umstrukturierung der Gemeinde ein. Dieser Zuwachs resultierte zum Teil aus dem mittlerweile technologisierten Kohleabbau und der damit einhergehenden Nordwanderung der Abbaustätten des Bergwerks Prosper-Haniel in Flözgebiete unter Kirchhellen. Die Nordwanderung der Abbaustätten mündete Mitte der 1970er Jahre in der Erschließung des neuen Nordfeldes im Grubenfeldbesitz „Nordlicht“ in der Kirchheller Heide, aus dem bis 1981 der Schacht 10 (Prosper V) hervorging, welcher als neue Seilfahrt- und Materialschachtanlage in Betrieb ging und 2018 stillgelegt wurde (siehe Bergwerk Prosper-Haniel/Nordwanderung). Vor der 1. Eingemeindung Kirchhellens nach Bottrop im Jahr 1975 hatte Kirchhellen bereits 14.759 Einwohner, Stand 1974 (siehe Bottrop/Einwohnerentwicklung).
Der stetige Bevölkerungszuwachs in jüngerer Vergangenheit bis heute liegt in der Attraktivität Kirchhellens insbesondere für Familien aus den umliegenden Großstädten begründet, die wegen seines immer noch dörflichen Charakters und der ländlichen Idylle in direkter Nachbarschaft zum großstädtischen Ruhrgebiet, aber auch zum nördlich angrenzenden Münsterland nach Kirchhellen ziehen. Aktuell hat Kirchhellen 20.607 Einwohner (Stand 2017).

### Frühere Kirchhellener Adelshäuser
In Kirchhellen steht mit dem Haus Brabeck das Stammhaus der Adelsfamilie von Brabeck, deren damaliger Einfluss sich in Form der Übernahme wesentlicher Bestandteile des Familienwappens (3 Wolfsangeln) in das Kirchhellener Wappen zeigt.
Daneben zu erwähnen sind das Haus Beck in Feldhausen, Haus Dringenburg in Hardinghausen, Haus Hackfurth am Freistuhl Hackfurt, Haus Repel in der früheren Bauerschaft Repel (später Teil von Ekel), Haus Vettenbocholt in der Bauerschaft Feldhausen (auf heutigem Dorstener Gebiet), der Rynsche Hof (auf heutigem Dorstener Gebiet) und die ehemalige Burg Kirchhellen (zwischen Wellbraucksweg und Burgstraße gelegen).

## Wappen
Im Jahr 1937 erhielt die Gemeinde Kirchhellen ihr eigenes Wappen. Es entstand aus den Wappen derer von Hackfort (silbernes Schild mit blauem Querbalken) und Brabeck (schwarzes Schild mit 3 goldenen Wolfsangeln). Diese traditionellen heraldischen Elemente der beiden Familienwappen wurden beim Kirchhellener Wappen vereint zu einem silbernen (weißen) Schild mit drei schwarzen, in 2:1-Anordnung aufgebrachten und durch einen mittigen blauen Querbalken getrennten Wolfsangeln.
Nach der im Zuge der kommunalen Neugliederung Nordrhein-Westfalens im Jahre 1975 erfolgten Eingemeindung Kirchhellens in die kreisfreie Stadt Bottrop wurde das Wappen abgelegt, die 3 schwarzen Wolfsangeln und die weiß-blaue Farbgebung jedoch in das 1978 neu gestaltete Bottroper Wappen übernommen. Das alte Kirchhellener Wappen ist in Kirchhellen aber immer noch aktuell und sehr gebräuchlich, sowohl bei Kirchhellener Festen oder besonderen Anlässen, aber auch im Allgemeinen als Ausdrucksform der trotz des Zusammenschlusses mit Bottrop bis heute bewahrten Kirchhellener Eigenständigkeit.

## Sehenswürdigkeiten
- Movie Park Germany in Feldhausen
- Schloss Beck in Feldhausen
- Umweltpädagogische Station Heidhof[49]
- Jugend-Kloster Kirchhellen[50]

## Religionen

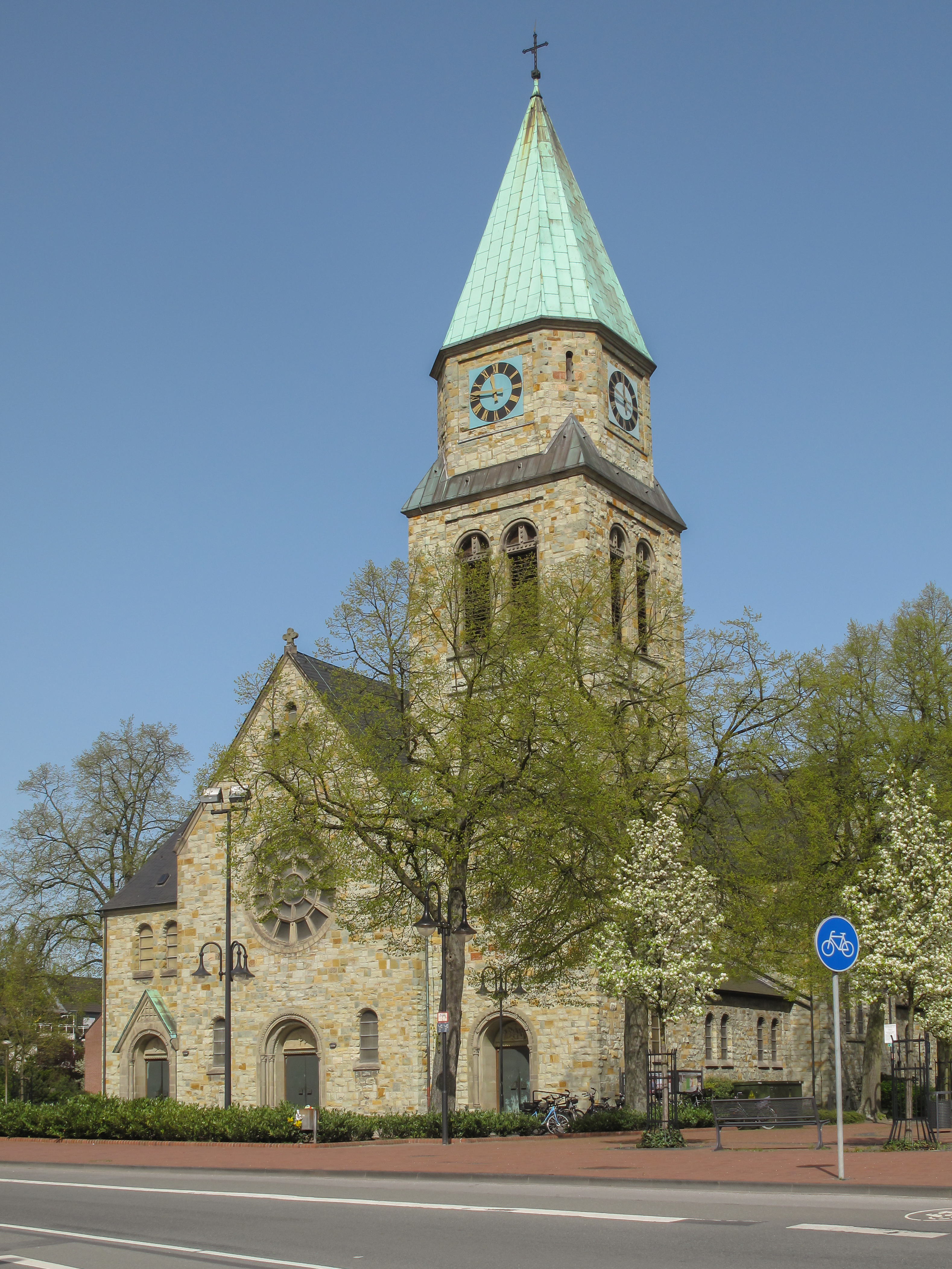
Kirchhellen, Kirche St. Johannes der Täufer

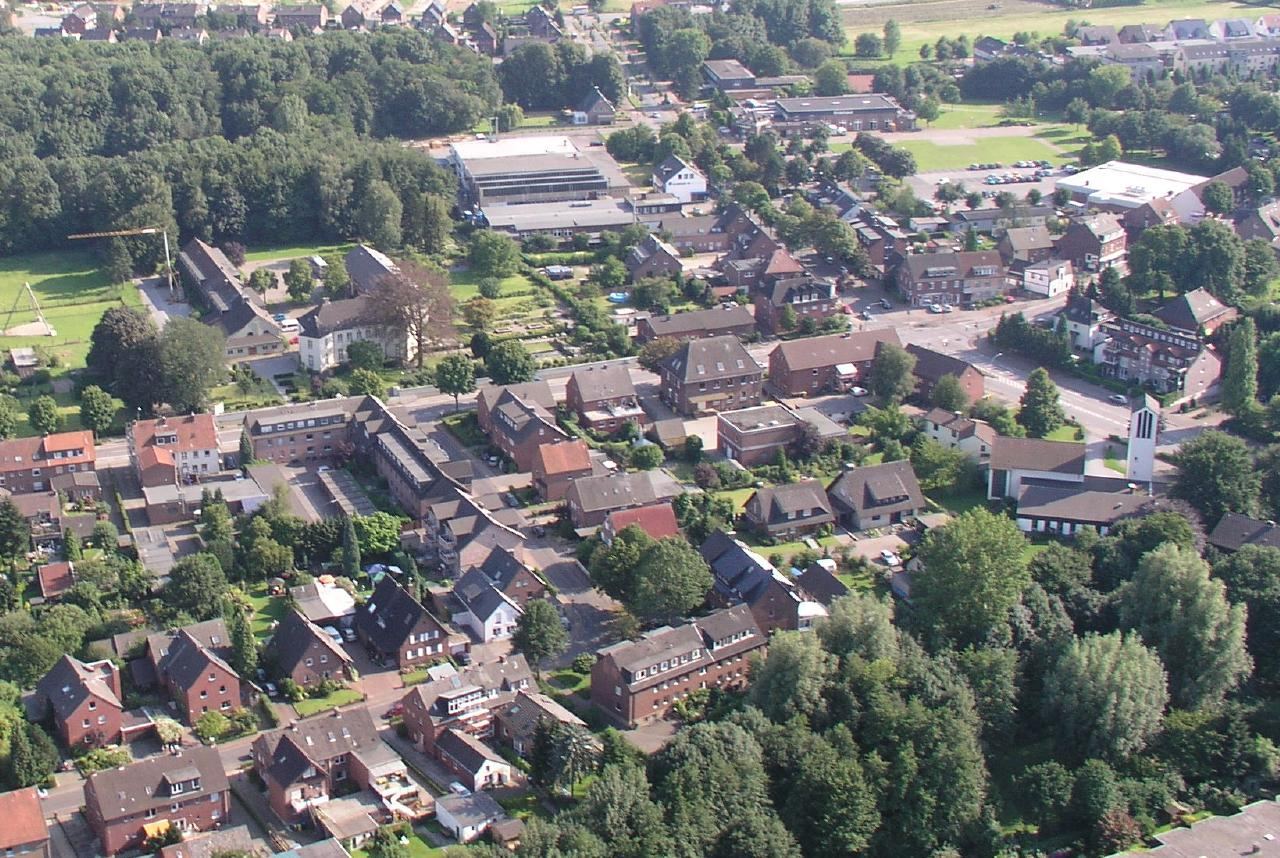
Das Jugendkloster der Redemptoristen und die ev. Pauluskirche in Kirchhellen aus der Luft (August 2009)

In Kirchhellen-Mitte befindet sich die mit ihrem grün oxidierten Kupferdach schon von weitem sichtbare katholische St.-Johannes-Kirche. Daneben existieren Filialkirchen im Ortsteil Grafenwald (Heilige Familie) und im Ortsteil Feldhausen (Mariä Himmelfahrt). Kirchhellen gehört anders als die restlichen, dem Ruhrbistum Essen zugehörigen Bottroper Stadtteile, zum Bistum Münster. Die St. Johannes-Kirche ist vor allem durch ihre in der Weihnachtszeit in der Kirche stattfindende Krippenausstellung bekannt, die auch viele Besucher aus den Nachbarstädten anzieht. An der Hauptstraße befindet sich außerdem das Jugendkloster der Redemptoristen.
Die Grafenwälder und die Feldhausener Gemeinden fusionierten aufgrund eines neuen Pfarreienkonzepts des Bistums Münster am 1. Januar 2007 mit der St.-Johannes-Pfarrkirche Kirchhellen zu einer gemeinsamen Pfarrei.
Zur evangelischen Kirchengemeinde gehört in Kirchhellen-Mitte die Pauluskirche. Ein weiteres evangelisches Gemeindezentrum befindet sich im Ortsteil Grafenwald.
Weiterhin gibt es in Kirchhellen-Mitte eine neuapostolische Kirche.
Konfessionelle Verteilung: Katholisch 56,2 %, evangelisch circa 20,6 %, sonstige / ohne Konfession 23,2 % (Stand: 2017).

## Veranstaltungen

### Schützenfest
Die Kirchhellener Schützen wurden lt. Chronik erstmals im Jahr 1585 erwähnt. Damals jedoch noch unter dem alten Ortsnamen Kerkhellen.
Die Kirchhellener Schützen kämpften in dieser Zeit im Kölner Krieg gegen Horden des Kurfürsten Gebhard Truchsess von Waldburg, um ihr Hab und Gut zu verteidigen. Ob zu jener Zeit schon ein Schützenfest gefeiert wurde, ist aber nicht bekannt.
Eine Besonderheit findet sich schon im Namen wieder. Die Kirchhellener Schützengesellschaft ist kein eingetragener Verein, so wie fast alle Schützenvereine, sondern eine Gesellschaft, die sich im Jahr des jeweiligen Schützenfestes, welches in einem 3-Jahres-Turnus gefeiert wird, neu gründet.
Das Schützenfestjahr beginnt mit dem Aufruf des Königspaares an sein Volk. Dieser Aufruf erfolgt gemeinsam mit dem Brezelkönigspaar. Das Königspaar befiehlt, dass nach uraltem Brauch nach dem Vogel geschossen werden soll. Daraufhin finden sich die Schützen im Februar des Schützenfestjahres zur Gründungsversammlung ein. Hier wird die Gesellschaft gegründet. Es werden Statuten festgelegt und der gewählte Vorstand mit der Vorbereitung des Festes beauftragt. Zur Vorbereitung der Schützen auf das Schützenfest werden vier Übungen im Abstand von je 14 Tagen abgehalten. Auf diesen Übungen tragen sich die Kirchhellener Männer in die Schützenlisten ein. Angetreten wird mit Holzgewehr und Schützenmütze. Die dritte Übung ist die Königsübung, die mit einem besonderen Aufwand abgehalten wird. Das eigentliche Schützenfest beginnt am ersten Samstag des Monats September und dauert drei Tage. Das Schützenfest beginnt mit einer Feierstunde am Ehrenmal und endet am Montag mit dem Krönungsball für das neue Königspaar. Nach dem Fest löst sich die Kirchhellener Allgemeine Bürger- und Schützengesellschaft auf. Am Dienstag nach dem Schützenfest folgt das traditionelle Brezelfest.

### Brezelfest
Alle drei Jahre wird am Dienstag nach dem ersten Septemberwochenende – im Anschluss an das 3-tägige Schützenfest – in Kirchhellen das Brezelfest gefeiert. Den Höhepunkt des Brezelfestes stellt – neben dem Großen Brezelumzug – das Brezelwerfen am Vormittag dar. Beim Werfen mit Holzknüppeln auf den hängenden Riesenbrezel wird der neue Brezelkönig ermittelt. König wird, wer mit seiner Wurftruppe den letzten Rest des Brezels von einer hohen Stange herunter wirft. Dann ist er für die nächsten drei Jahre Brezelkönig und somit das Oberhaupt aller derzeit rund 2.000 Brezelbrüder und -schwestern in Kirchhellen. Der neue Brezelkönig sucht sich eine Brezelkönigin, mit der er am Nachmittag in der Königskutsche am Großen Brezelumzug teilnimmt.
1883 war die Geburtsstunde des Kirchhellener Brezelfestes, als eine Gruppe Kirchhellener, auch „Dörper“ genannt, um Weinhändler Feldmann, Theodor Allekotte, Johann Schumacher und Franz Xanten, die zuvor bereits das Schützenfest gefeiert hatten, zusammen saß. Den Männern fiel es nach dem Schützenfest schwer, den Weg ins normale Alltagsleben zurückzufinden, weshalb spontan die Idee aufkam, ein Stutenfest zu veranstalten. Man marschierte zum Dorfbäcker und erstand dort einen großen Stuten. Der wurde an einer langen Stange aufgehängt und mit Feldsteinen beworfen. Jeder Teilnehmer zahlte 25 Pfennig, der Erlös sollte dem „Stutenkönig“ zur Bewirtung seiner „Untertanen“ zur Verfügung stehen. Erster Stutenkönig war Franz Xanten. Zur Königin nahm er Lisette Otterbeck. Jeder eingetragene Stutenwerfer erhielt den „Xantenschen Hausorden“ in Form eines Brezels am Bande und gleich darauf ging es in einem Zug durch das Dorf.
Seither wird das Brezelfest von der Kirchhellener Brezelgesellschaft 1883 im direkten Anschluss an das Schützenfest gefeiert. Die „Brezelaner“ tragen traditionell einen blauen Brezelkittel und ein rotes Halstuch. 2003 wurde ein Brezelbruder aus Bronze aufgestellt, der im Zentrum von Kirchhellen – auf dem Johann-Breuker-Platz – steht. Hinzu kam im Jahre 2010 die Bronzegruppe „Frau mit Kind“. Seit 2002 pflegt die Kirchhellener Brezelgesellschaft Beziehungen zur Brezelpartnerstadt Speyer, in der alljährlich ebenfalls ein Brezelfest gefeiert wird.

### Bobrennen
Alle drei Jahre findet im Ortsteil Holthausen das Kirchhellener Bobrennen statt. Mit selbstgebastelten Seifenkisten fahren die Teilnehmer die knapp 333 Meter lange Strecke an der Hiesfelder Straße (Startpunkt: Ecke Utschlagstraße) hinab. Eine Besatzung besteht aus insgesamt drei Teilnehmern: Fahrer, Bremser und Anschieber. Der Anschieber darf das Gefährt auf einer Strecke von 25 Metern beschleunigen und muss spätestens dann Platz im Bob gefunden haben. Bis zum Ende der Strecke an der Kreuzung „Heuweg“ darf das Vehikel kein weiteres Mal angeschoben werden. Aufgrund von Bergbausenkungen rasten die Seifenkisten in den letzten Jahren immer schneller ins Ziel: Der letzte Sieger aus dem Jahre 2009 überwand die Strecke in 42,8 Sekunden, während in den Jahren zuvor meist eine Zeit zwischen 44 und 45 Sekunden zum Sieg reichte.
Das Bobrennen ist auf insgesamt drei Tage angesetzt. Am Freitag wird das Ereignis meist mit einer großen Feier auf der Wiese hinter der Gaststätte „Zum weißen Igel“ eröffnet. Die insgesamt knapp 30 Teams (jedes Team besteht aus etwa zehn Personen) wählen an diesem Abend unter anderem das schönste „Boxenluder“ des Jahres und können anschließend im „Fahrerlager“ übernachten. Am folgenden Samstag beginnt nach einem Aufwärmen das eigentliche Rennen.
Den ersten Sieg bei der Premiere 2002 konnte der „KC Schritt halten“ für sich verbuchen. Die Damen-Abteilung dieses Teams konnte in der Frauen-Kategorie siegen. Bei den anschließenden Rennen 2003, 2006 und 2009 siegte jeweils der „KC Rompas-Tompas“ mit Bestzeit. 2009 siegte bei den Frauen der SC „Ladykracher“.

### Bauernolympiade
Seit 1987 findet alle drei Jahre auf dem Bauernhof Steinmann die Kirchhellener Bauernolympiade statt. Diese beginnt jeweils am Pfingstsamstag mit einem Umzug durch die Ortsmitte. Am Pfingstsonntag folgen verschiedene Geschicklichkeitsspiele, bei der ca. 1000 Teilnehmer in 100 Teams gegeneinander antreten.

### Westfälisches Oldtimertreffen
Alle zwei Jahre am ersten Wochenende im Juli findet auf dem Johann-Breuker-Platz das westfälische Oldtimertreffen statt. An diesem Treffen sind etwa 600 Oldtimer, Youngtimer und alte Motorräder mit Baujahr vor 1975 beteiligt. Dieses Treffen ist weit über die Grenzen von Kirchhellen bekannt und zieht mehrere Tausend Besucher an.

## Wirtschaft und Infrastruktur

### Unternehmen
Folgende Unternehmen sind in Kirchhellen ansässig
- Movie Park Germany GmbH, Freizeitpark
- Freizeitpark Schloss Beck
- Allweiler GmbH (Pumpenhersteller)
- KWE Klein & Wilhelm Engineering GmbH, fertigt mit 95 Mitarbeitern Spezialgetriebe und Antriebskomponenten.
- Schmücker Hof (Obst- und Gemüseanbau)
- Umberg (Obst- und Gemüseanbau)

### Landwirtschaft
Kirchhellen ist bis heute landwirtschaftlich geprägt und durch vielfältige Direktvermarktungsangebote regional bekannt. Bedeutenden Anteil hat der Anbau von Spargel und Erdbeeren, daneben werden auch beispielsweise Getreide, Silomais und Kartoffeln angebaut. Es gibt darüber hinaus auch landwirtschaftliche Ausbildungsbetriebe mit Schweinemast und Rinderaufzucht. Weiteres Standbein einiger Bauernhöfe sind Pensionspferdeställe sowie das Angebot von Reitställen.

### Verkehr

#### Straßenverkehr
Kirchhellen ist über die Bundesautobahn 3 (Anschlussstelle Dinslaken-Nord/Kirchhellen) und die Bundesautobahn 31 (Anschlussstellen Kirchhellen und Kirchhellen-Nord) an das deutsche Fernstraßennetz angeschlossen. Zwischen der Anschlussstelle Kirchhellen-Nord und der Stadtgrenze nach Dorsten verläuft die Bundesstraße 225.

#### Schienenverkehr
Im Kirchhellener Ortsteil Feldhausen befindet sich der Haltepunkt Feldhausen. Er wird von der Linie RE 14 Emscher-Münsterland-Express alle 30 Minuten und von der Linie RB 43 Emschertalbahn im Stundentakt bedient. Mit den Linien bestehen direkte Verbindungen nach Gladbeck, Bottrop, Essen, Herne, Dortmund, Dorsten, Borken* und Coesfeld* (* mit Flügelzug RE 14 – Flügelung ab Dorsten).
Zwischen 1879 und 1960 verfügte Kirchhellen über einen eigenen Bahnhof an der Bahnstrecke Duisburg–Quakenbrück. Dieser befand sich am östlichen Rand des Kirchhellener Ortszentrums.
Von 1930 bis zum 22. November 1964 verkehrte zwischen Gladbeck und Kirchhellen die Straßenbahnlinie 17 der Vestischen.

#### Busverkehr
Von der zentralen Haltestelle Schulze-Delitzsch-Straße verkehren insgesamt vier Buslinien der Vestischen Straßenbahnen GmbH. Die Linie SB16 verbindet Kirchhellen mit Bottrop-Zentrum (ZOB Bottrop), Bottrop Hbf und Essen Hbf. Die Linie SB36 fährt über Gladbeck Westbahnhof, Gladbeck ZOB Oberhof nach Gelsenkirchen Hbf. Von Feldhausen Bahnhof über Kirchhellen zum Bottroper ZOB fährt die Linie 267. Die Linie X42 verbindet Kirchhellen mit Dorsten ZOB und Oberhausen Hbf. Zusätzlich verkehren eine Taxibus- und eine Nachtbuslinie.
| Linie | Verlauf | Takt (Mo–Fr) | Betreiber                   |
| ----- | --- | ------------ | --------------------------- |
| SB16  | Essen Hbf → Hollestr. – Rathaus Essen – Berliner Platz – Universität Essen – Essen-Bergeborbeck – Bottrop-Ebel – Bottrop Hbf – Bottrop ZOB Berliner Platz – Stadtwald Herzogstr. – Bottrop-Grafenwald – Kirchhellen Schulze-Delitzsch Str. – Bottrop-Kirchhellen, St. Antonius Hospital                                       | 60 min       | DB Rheinlandbus / Vestische |
| SB36  | Gelsenkirchen Hbf – Musiktheater – Schloß Horst – Gelsenkirchen-Horst, Buerer Str. – Gladbeck-Rosenhügel Hunsrückstr. – Brauck – Butendorf – Gladbeck Oberhof – Gladbeck Goetheplatz – Gladbeck West Bf – Rentfort – Bottrop-Kirchhellen (abends sowie sonn- und feiertags nur zwischen Schloß Horst und Bottrop-Kirchhellen) | 20 min       | Bogestra / Vestische        |
| X42   | Oberhausen Hbf – Neue Mitte Oberhausen – OB-Sterkrade Bf – OB-Elpenbachstraße – Bottrop-Fuhlenbrock – Bottrop-Grafenwald Schneiderstraße – Kirchhellen Schulze-Delitzsch-Straße – Feldhausen Bf – Movie Park Linie verkehrt zwischen Sterkrade Bf und Oberhausen Hbf über die ÖPNV-Trasse Oberhausen                          | 60 min       | Vestische / STOAG           |
| 267   | Bottrop ZOB Berliner Platz – Stadtwald Herzogstr. – Bottrop-Grafenwald – Kirchhellen Schulze-Delitzsch-Str. – St.-Antonius-Hospital – Feldhausen – Feldhausen Bf – Movie Park | 30 min       | Vestische                   |
| TB269 | Taxibus: Bottrop-Kirchhellen – Bottrop-Grafenwald – Grafenmühle | 60 min       | Vestische                   |
| NE18  | Bottrop ZOB Berliner Platz – Fuhlenbrock – Bottrop-Grafenwald – Kirchhellen – Schulze-Delitzsch-Str. NachtExpress: In den Nächten von Freitag auf Samstag, Samstag auf Sonntag und vor Feiertagen | 60 min       | Vestische                   |

#### Luftverkehr
Etwa fünf Kilometer nordwestlich des Ortszentrums von Kirchhellen befindet sich der Flugplatz Dinslaken/Schwarze Heide. Die nächstgelegenen Flughäfen sind der Flughafen Düsseldorf in einer Entfernung von rund 50 Kilometern und der Flughafen Dortmund in einer Entfernung von rund 65 Kilometern.

### Krankenhaus
Das 1909 gegründete St.-Antonius-Krankenhaus beherbergt heute eine Klinik für Psychiatrie und Psychotherapie mit 120 Plätzen, eine Psychiatrische Tagesklinik mit 20 Behandlungsplätzen und eine Psychiatrische Institutsambulanz.

## Vereine und Institutionen
- Brezelgesellschaft Kirchhellen 1883
- Schützengesellschaft (etwa 500 Jahre alt)
- Kolpingsfamilie gegr. 1900
- VfB Kirchhellen gegr. 1920
- Ländl. Reit- und Fahrverein Kirchhellen e. V. gegr. 1925
- Freiwillige Feuerwehr Kirchhellen gegr. 1886
- Freiwillige Feuerwehr Feldhausen gegr. 1940
- Freiwillige Feuerwehr Grafenwald gegr. 1940
- Deutsches Rotes Kreuz Ortsverein Kirchhellen gegr. 1929
- Katholische junge Gemeinde St. Johannes d.T. Kirchhellen gegr. 2012
- Katholische Landjugendbewegung Kirchhellen gegr. 1948
- Deutsche Waldjugend – Horst Kirchhellen gegr. 1987
- Philipp Neri e. V. gegr. 2004
- Modellflugclub Oberhausen e. V. (seit 1978 Vereinsgelände / Flugplatz in Kirchhellen)
- Werbegemeinschaft Kirchhellen e. V.
- Verein für Orts- und Heimatkunde Kirchhellen gegr. 1913

## Schulen
- Grundschule Grafenwald
- Gregor-Grundschule
- Johannes-Grundschule
- Marien-Grundschule
- Vestisches Gymnasium
  - Seit 1986 liegt dieses Gymnasium an der Schulstraße im Zentrum von Kirchhellen. Davor befand es sich in Alt-Bottrop.
- Sekundarschule Kirchhellen
- Hauptschule Kirchhellen (wurde im Jahr 2020 aufgelöst; an diesem Standort befindet sich nun die Sekundarschule)

## Persönlichkeiten
- Johann Breuker (1817–1885), Bauer, Redakteur und Mitbegründer des Westfälischen Bauernvereins
- Gregor Janknecht (1829–1896), Franziskanerpater
- Franz Graf Wolff-Metternich zur Gracht (1893–1978), Kunsthistoriker, Landeskonservator
- Eugen Huthmacher (1907–1967), Politiker (CDU)
- Theodor Liesenklas (1917–1999), Politiker (CDU)
- Werner Münch (* 1940), Politiker (CDU)
- Ulla Schmidt (* 1942), Politikerin (CDU)
- Winfried Fockenberg (1945–2024), Politiker (CDU)
- Heinz-Gerd Röhling (* 1955), Geologe
- Anette Bunse (* 1958), Politikerin (CDU)
- Gisela Stappert (1959–2021), Ethnologin
- Hubert Nienhoff (* 1959), Architekt
- Gisela Kinzel geb. Gottwald (* 1961), deutsche Leichtathletin und Olympiateilnehmerin
- Norbert Heisterkamp (* 1962), Schauspieler
- Franz Kalde (* 1962), römisch-katholischer Kirchenrechtler
- Andrea C. Hoffer (* 1964), Malerin
- Jens Schulte-Bockum (* 1966), Manager
- Ziko van Dijk (* 1973), Historiker, Esperantist und Wikipedianer
- Michael Hübner (* 1973), Politiker (SPD)
- Jürgen Utrata (* 1974), Fachbuchautor und Verleger
- Jörg Benne (* 1975), Autor
- Michael Hegemann (* 1977), Handballspieler
- Marcel Luthe (* 1977), Abgeordneter, Autor, Politiker und Gewerkschafter
- Kristina-Maria Peters (* 1985), Schauspielerin
- Ina Colada (* 1986), Sängerin